# Новоострополь
Новоостро́поль (Новостро́поль) — село в Свободненском районе Амурской области России. Входит в состав Нижнебузулинского сельсовета.

## География
Село Новоострополь стоит на реке Бузулька (левый приток реки Большая Пёра).
Село расположено к северу от районного центра города Свободный, вблизи села проходит федеральная автодорога Чита — Хабаровск.
Административный центр Нижнебузулинского сельсовета село Нижние Бузули расположено в 8 км к юго-западу.
Расстояние до районного центра города Свободный (через Нижние Бузули, Юхту и Дмитриевку) — 38 км.

## Население
| 2002 | 2010 | 2012 | 2013 | 2014 | 2015 | 2016 |
| ---- | ---- | ---- | ---- | ---- | ---- | ---- |
| 68   | ↘56  | ↗57  | ↗60  | ↗63  | ↘62  | ↘61  |
| 2017 | 2018 |      |      |      |      |      |
| →61  | ↘60  |      |      |      |      |      |

По данным переписи 1926 года по Дальневосточному краю, в населённом пункте числилось 65 хозяйств и 295 жителей (147 мужчин и 148 женщин), из которых преобладающая национальность — украинцы (50 хозяйств).

## Улицы
- пер. Хуторской,
- ул. Центральная.